# فرودگاه بین‌المللی شهرستان چیپوا
فرودگاه بین‌المللی شهرستان چیپوا (به انگلیسی: Chippewa County International Airport) یک فرودگاه همگانی بهره‌برداری هوایی با کد یاتا CIU است که یک باند فرود بتن دارد و طول باند آن ۲۱۹۵ متر است. این فرودگاه در کشور ایالات متحده آمریکا قرار دارد و در ارتفاع ۲۴۴ متری از سطح دریا واقع شده‌است.